# Radio Observatorio de Jicamarca

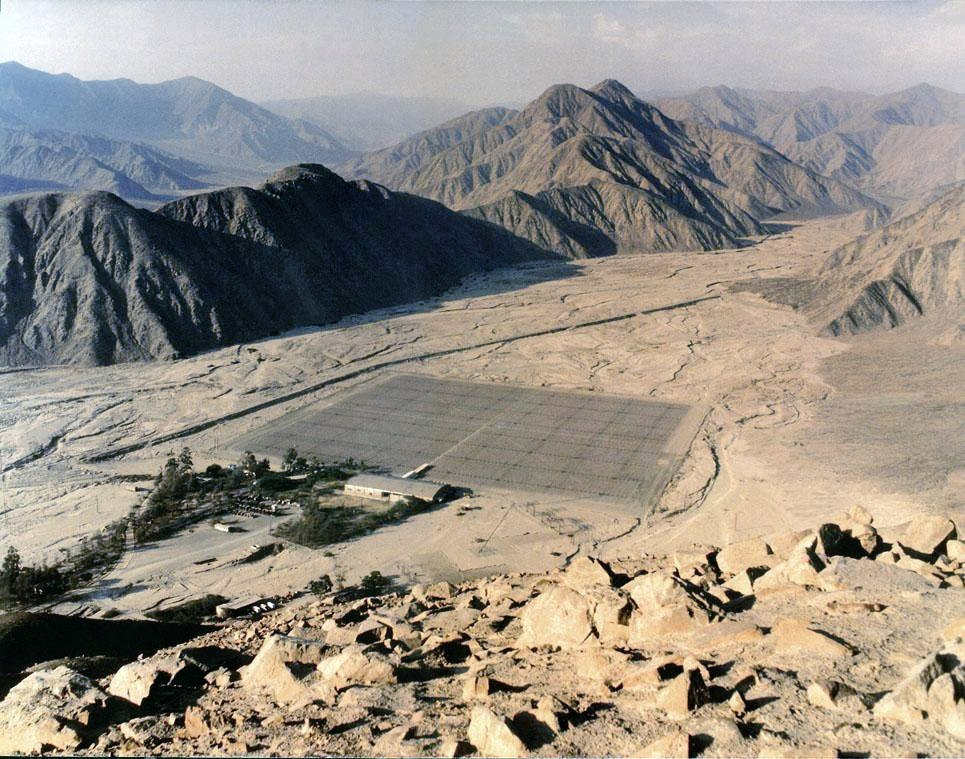
JRO.

El Radio Observatorio de Jicamarca (ROJ) es una estación ecuatorial de la cadena de radio observatorios de dispersión incoherente (ISR, por sus siglas en inglés Incoherent Scatter Radar) del Hemisferio Oeste que se extiende desde Lima, Perú hasta Kangerlussuaq, Groenlandia. El ROJ es la primera instalación científica en el mundo para el estudio de la ionosfera ecuatorial. El Observatorio se ubica a media hora de viaje en automóvil hacia el este de Lima y a 10 kilómetros de la carretera Central. Su ángulo de inclinación magnética es aproximadamente 1º; no obstante, varía ligeramente con la altitud y la estación del año. 
El radar puede determinar la dirección del campo magnético terrestre (B) con gran precisión y puede ser apuntado perpendicularmente a B en las altitudes a lo largo de la ionósfera. El estudio de la ionósfera ecuatorial ha logrado un gran desarrollo debido, en gran parte, a las contribuciones realizadas por el ROJ en radio-ciencia.
La antena principal del radar del ROJ es la más grande entre los radares de dispersión incoherente en el mundo, la cual consiste en un arreglo cuadrado de 300 m × 300 m y está conformada por 18,432 antenas dipolo. Las principales áreas de investigación del observatorio son: la ionosfera ecuatorial estable, irregularidades del campo alineado ionosférico, dinámica de la atmósfera ecuatorial neutra y física de meteoros.
El observatorio es una instalación del Instituto Geofísico del Perú, el cual es operado con el apoyo de la US National Science Foundation a través de un acuerdo cooperativo con la Universidad Cornell.

## Historia
El Radio Observatorio de Jicamarca fue construido en 1960-61 por el Laboratorio Central de Radio Propagación (Central Radio Propagation Laboratory, sus siglas en inglés CRPL) del National Bureau of Standards (NBS) de Estados Unidos. Posteriormente, este laboratorio formaría parte del Environmental Science Service Administration (ESSA), la cual finalmente se convertiría en la National Oceanic and Atmospheric Administration (NOAA). El proyecto fue dirigido por el Dr. Kenneth L. Bowles, quien es considerado como el “padre del ROJ”.
Aunque el último dipolo fue instalado el 27 de abril de 1962, las primeras mediciones de dispersión incoherente en Jicamarca fueron realizadas a comienzos de agosto de 1961, utilizando una parte del área total proyectada y sin la etapa final de transmisión. En 1969, la ESSA transfirió el mando del Observatorio al Instituto Geofísico del Perú (IGP), el cual había cooperado con el CRPL durante el Año Geofísico Internacional en 1957-58 y se había involucrado estrechamente en todos los aspectos de construcción y operación de Jicamarca. La ESSA, luego NOAA, continuó proporcionando apoyo a las operaciones por varios años después de 1969; en gran parte, debido a los esfuerzos de un grupo informal llamado los “Amigos de Jicamarca” y fue dirigido por el Prof. William E. Gordon, quien inventó en 1958 la técnica de radar de dispersión incoherente.
Algunos años después la National Science Foundation empezó parcialmente a apoyar en el funcionamiento de Jicamarca, primero a través del NOAA, y desde 1979, a través de la Universidad Cornell mediante un Convenio de Cooperación. En 1991, se crea Ciencia Internacional (CI), una organización no gubernamental sin fines de lucro, creada para contratar a la mayor parte del personal del Observatorio y apoyar al IGP en el funcionamiento del Observatorio. 
A partir de 1969, la mayoría de componentes del radar habían sido reemplazados y modernizados con hardware y software “hecho en casa”, diseñado y construido por ingenieros y técnicos peruanos. Más de 60 estudiantes de Doctorado (Ph.D.) de instituciones de los EE. UU., habían realizado sus investigaciones asociados con Jicamarca y de los cuales más de 15 eran peruanos.

## Facilidades

### Radar Principal
El ROJ tiene como instrumento principal el radar VHF, el cual opera a 50 MHz y es utilizado para estudiar la física de la ionosfera ecuatorial y la atmósfera neutra. Como cualquier otro radar, sus principales componentes son: antenas, transmisores, receptores, controladores de radar y sistemas de adquisición y procesamiento. El radar del ROJ se distingue principalmente por: (1) su antena (la más grande en el mundo) y (2) por sus potentes transmisores. 

#### Componentes de Radar
- Antena: la antena principal está conformada por 18,432 dipolos de media longitud de onda en polarización cruzada, cubriendo un área total de 288 m × 288 m. El arreglo está subdividido en cuartos, cada uno está formado de 4×4 módulos. El haz principal de la antena puede ser manualmente orientado +/-3 grados de su posición perpendicular, mediante el cambio de los cables de alimentación en cada módulo. Siendo modular, el arreglo puede ser configurado en dos modos, de transmisión y de recepción, en una variedad de configuraciones, permitiendo por ejemplo: observaciones simultáneas de múltiples haces, aplicaciones de interferometría de radar de múltiples-bases, así como también imágenes de radar, etc.

- Transmisores: actualmente, el ROJ posee 3 transmisores, capaces de emitir una potencia pico de 1.5 MW cada uno. Próximamente, se contará con un cuarto transmisor, lo cual permitirá transmitir 6 MW como en las primeras épocas. Cada transmisor puede ser alimentado independientemente y conectado a cualquier otra sección del arreglo principal. Esta flexibilidad permite transmitir en cualquier polarización: lineal, circular o elíptica.

- Otros: los demás componentes del radar del ROJ están en constante evolución y actualización de acuerdo a la tecnología disponible. Se utilizan dispositivos electrónicos modernos para ensamblar receptores, controladores de radar y sistemas de adquisición. La primera computadora en el Perú, llegó al ROJ a inicios de 1960, desde entonces, se han utilizado diferentes generaciones de computadoras y sistemas.

#### Modos de transmisión del Radar
El radar opera principalmente en dos modos: (1) modo de dispersión incoherente (ISR, sus siglas en inglés) y (2) modo de dispersión coherente (CSR, sus siglas en inglés). En el modo ISR se utilizan los transmisores de alta potencia, y se realizan mediciones de la densidad de los electrones, temperatura de electrones e iones, composición de iones, y campos eléctricos verticales y zonales en la ionosfera ecuatorial. Dada su ubicación y frecuencia de operación, Jicamarca tiene la capacidad de medir la densidad absoluta de electrones mediante la rotación Faraday, y los campos eléctricos ionosféricos con gran precisión, apuntando el haz perpendicularmente hacia el campo magnético de la tierra. En el modo CSR, el radar calcula los ecos que son más fuertes en 30 dB a los ecos de ISR. Estos ecos provienen de irregularidades ecuatoriales generadas en la troposfera, estratosfera, mesosfera, electrochorro ecuatorial, región E y región F. Debido a la fuerza de los ecos, se utilizan los transmisores de baja potencia y secciones más pequeñas de antenas.

### RadarJULIA
JULIA significa investigación desatendida y prolongada de la Ionosfera y Atmósfera (Jicamarca Unattended Long-term Investigations of the Ionosphere and Atmosphere), un nombre descriptivo para un sistema diseñado para observar las irregularidades del plasma ecuatorial y ondas atmosféricas neutra por largos períodos. JULIA utiliza un sistema de adquisición de datos basado en una computadora personal, utiliza también alguna de las etapas de excitación del radar principal a través de la antena principal. En muchas formas, este sistema duplica la función del radar de Jicamarca, excepto que, éste no usa los transmisores principales de alta potencia, los cuales son costosos y requieren de una labor intensa para operar y mantener. JULIA también puede operar sin supervisión por largos períodos. Con sus dos transmisores pulsados de 30 kW de potencia pico, alimentan el arreglo de antena de 300 m × 300 m, JULIA es un formidable radar de dispersión coherente. Este ha sido preparado para estudiar, día a día, la variabilidad de las irregularidades ecuatoriales en largos períodos, las cuales hasta ahora han sido investigadas esporádicamente o en campañas. 
Se han recolectado una gran cantidad de datos de las irregularidades ionosféricas durante las campañas CEDAR MISETA, a partir de agosto de 1996 y continuando hasta el presente. Los datos incluyen observaciones diarias del electrochorro ecuatorial, ecos de 150 km y observaciones nocturnas de dispersión de la capa F.

### Otros Instrumentos
Además del radar principal y JULIA, el ROJ alberga y/o ayuda en la operación de una variedad de radares así como también instrumentos de radio y ópticos para complementar sus principales observaciones. Estos instrumentos son: Varios magnetómetros base tierra distribuidos a lo largo del Perú, una ionosonda digital, muchos receptores GPS en Sudamérica, un radar de cielo-completo parea meteoros, un radar biestático Jicamarca-Paracas CSR para la medición de la región E del perfil de densidad de electrones, receptores de cintilaciones en Ancón, un interferómetro de Fabry-Perot en Arequipa, un pequeño prototipo de radar UHF AMISR,...

## Principales Áreas de Investigación
Las principales áreas de investigación del ROJ son: el estudio de la ionósfera ecuatorial estable, irregularidades en el alineamiento de campo, dinámica de la atmósfera ecuatorial neutra y física de meteoros. Aquí algunos ejemplos:
- Ionosfera Estable 
  - Superior: ¿Qué controla la distribución de iones de luz? ¿Por qué los perfiles ecuatoriales son tan diferentes a aquellos en Arecibo? ¿Cuál es el tiempo de respuesta de la tormenta en las capas superiores?
  - Región F: ¿Las teorías actuales explican completamente el balance térmico de los electrones e iones? ¿Entendemos los efectos de la colisión de los electrones en la teoría ISR ahora? ¿Cuál es el efecto de la dinámica de la región F cerca a la puesta de sol para la generación de pluma ESF? ¿Cuales son los efectos de los vientos N-S en el transporte interhemisférico?
  - Región E: ¿Cuáles son los parámetros básicos de respaldo en la región E ecuatorial? ¿Cuál es la morfología de la densidad de perfiles en esta región? ¿Cómo esta morfología afecta la dinámica de región E?
  - Región D: ¿Cuáles son los efectos de la ablación de meteoros y la combinación mesosférica en la composición en esta región?
- Ionosfera Inestable

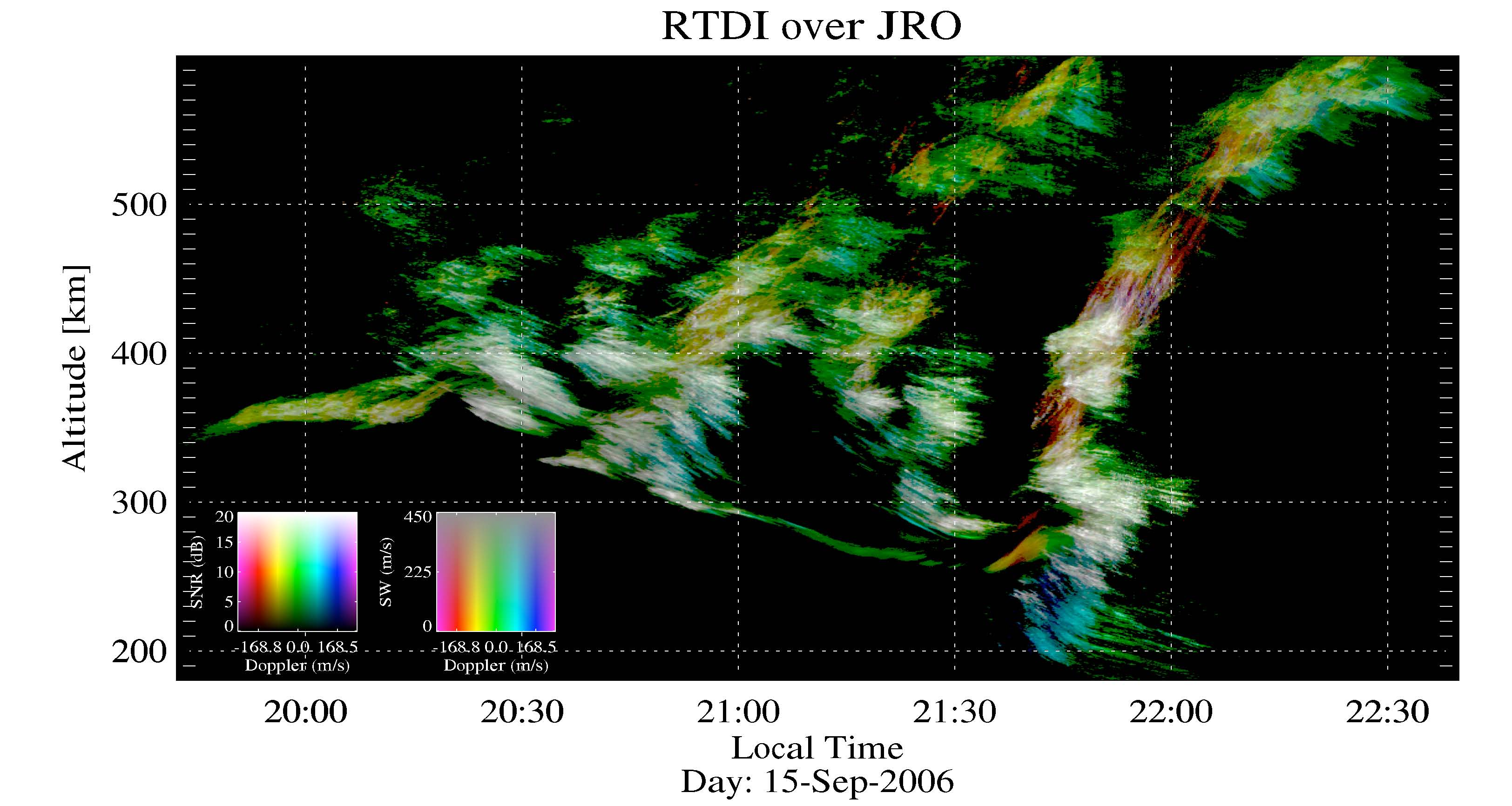
Ejemplo del mapa del radar de la intensidad gama-tiempo del ESF observado sobre el Radio Observatorio de Jicamarca. La información de Doppler ha sido codificada en colores, donde la tonalidad representa el Doppler, la saturación indica la anchura espectral, y el color más claro indica el cociente de relación señal a ruido de los ecos.

  - Región F: Ejemplo del mapa del radar de la intensidad gama-tiempo del ESF observado sobre el Radio Observatorio de Jicamarca. La información de Doppler ha sido codificada en colores, donde la tonalidad representa el Doppler, la saturación indica la anchura espectral, y el color más claro indica el cociente de relación señal a ruido de los ecos. ¿Cuales son los procesos fundamentales del plasma, incluyendo los procesos no lineales, que gobiernan la generación de plumas de plasma? ¿Cuáles son los fenómenos precursores, en la tarde, de la región F que controlan si o no las plumas de la región F? ¿Las plumas serán generadas después de la puesta de sol?
  - Ecos Valley diurnos (o llamados ecos de 150 km ). ¿Cuáles son los mecanismos físicos que los causan? (sigue siendo un misterio después de más de 40 años!)
  - Región E: ¿Cuáles son los procesos no lineales de la física del plasma que controlan el estado final de las inestabilidades del electrochorro ecuatorial? ¿En que medida estas inestabilidades afectan la conductividad de la región E, y por extensión, la conductividad de la zona auroral de la región E, donde similarmente, con más fuerza y de manera más complicada, existen inestabilidades?
  - Dinámica de la atmósfera neutra. ¿Cuales son los componentes en bajas latitudes para las diferentes temporadas y alturas? ¿Cuál es la fuerza de las cizalladuras de viento en la mesósfera? ¿Cuales son las características de las ondas gravitatorias? ¿Podemos ver la evidencia de acoplamiento de las ondas gravitatorias en la baja atmósfera con la ionosfera?
  - Física de meteoros. ¿De donde vienen los meteoritos? ¿Cuál es la masa y el tamaño de los meteoritos? ¿Cuál es el equivalente de la magnitud visual de meteoros detectados en el ROJ? ¿Podemos utilizar los ecos de meteoros para diagnosticar la atmósfera y la ionosfera a altitudes donde éstos se producen?

## Ecos de Dispersión Coherente
| Ecos Coherentes Ionosféricos/Atmosféricos más comunes |              |               |                 |                 |
| Ecos                                                  | Abr.         | Altitud (km)  | Hora del día    | Fuerza ISR (dB) |
| Electrochorro Ecuatorial                              | EEJ          | 95-110 90-130 | Diurno Nocturno | 30-60 20-50     |
| Ecos 150-km                                           | 150 km       | 130-170       | Diurno          | 10-30           |
| Atmósfera Neutral                                     | MST          | 0.2-85        | Todo el día     | 30-50           |
| Cabeza de Meteoro                                     | Cabeza       | 85-130        | Todo el día     | 20-40           |
| Meteoro No-Especular                                  | No-Especular | 95-115        | Todo el día     | 20-50           |
| Meteoro Especular                                     | Especular    | 80-120        | Todo el día     | 30-60           |

## Estudios no convencionales
Además de las observaciones ISR y CSR, el sistema principal del ROJ ha sido utilizado como radio telescopio, un calentador VHF y radar planetario. Como radio telescopio, el arreglo principal ha sido utilizado para estudiar el sol, las radio estrellas (como Hydra), la radiación sincrotrón de la magnetósfera, la radiación Júpiter. En los 60's, el ROJ fue utilizado para estudiar Venus y la superficie de la luna, y recientemente para estudiar el sol. Últimamente, el electrochorro ecuatorial ha sido ligeramente modulado utilizando el ROJ como un calentador VHF a fin de generar ondas VLF.

## Resumen de Contribuciones Científicas del ROJ (desde 1961)

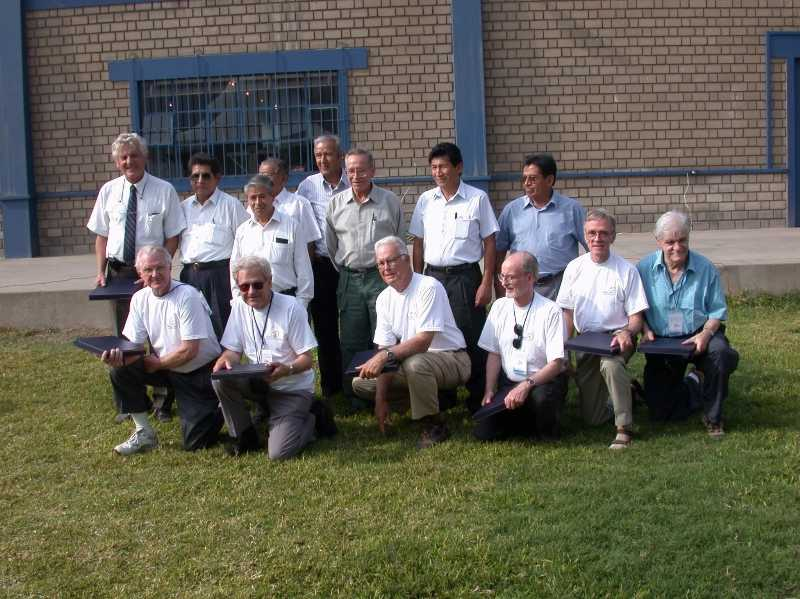
Personal peruano y extranjero de 1960-1969. Foto tomada en el ROJ en mayo de 2002 durante el 40mo Aniversario de Jicamarca Workshop.

- 1961. Primeras observaciones de dispersión incoherente. Primer radar operativo de la red internacional ISR
- 1961-63. Explicación del proceso físico responsable de las irregularidades del plasma del electrochorro ecuatorial entre los 90 y 120 km de altitud (Inestabilidad Farley-Buneman)
- 1962. Primeras medidas de temperatura y composición de la ionosfera ecuatorial.
- 1963. Primeras observaciones de densidades ionosféricas hasta 10,000 km (las más altas desde tierra hasta la fecha)
- 1964. Primeros ecos de radar VHF desde Venus.
  - 1964. Descubrimiento de los llamados ecos 150-km. Los mecanismos físicos detrás de estos ecos son hasta ahora un misterio (agosto de 2008).
- 1965. Medidas de radar VHF de la aspereza de la superficie de la luna. Mediciones efectuadas conjuntamente con la NASA para el Proyecto Apolo 11 para q Neil Armstrong en 1969 tuviera conocimiento de que iba a pisar.
- 1965-69. Desarrollo de las técnicas de rotación Faraday y doble pulso. Jicamarca es el único ISR que utiliza esta técnica para obtener medidas absolutas de densidades en la ionosfera.
- 1967. Postulación de una teoría completa sobre la dispersión incoherente que incluye los efectos de las colisiones entre iones y la presencia del campo magnético (tesis doctoral de Ronald Woodman). Experimento de resonancia de giro (Gyro Resonance) que verificó la teoría completa de dispersión incoherente.
- 1969. Desarrollo de la técnica pulso a pulso (pulse to pulse) para medir corrimientos Doopler (Doppler shifts), posteriormente empleada también en radares meteorológicos.
- 1969-72. Primeras medidas de las derivas ionosféricas verticales y zonales.
- 1971. Desarrollo de técnica de interferometría con radares (radar interferometry) para determinar el tamaño e identificación de la región responsable de los ecos.
- 1972-74. Desarrollo de radares atmosféricos MST (Mesosphere, Stratosphere, Troposphere) para medición de vientos a gran altura y turbulencias de aire claro. Actualmente existen más de un centenar de este tipo de radares esparcidos por todo el mundo.
- Desde 1974. Promoción y participación de campañas internacionales de cohetería científica (estudios de irregularidades en la atmósfera neutra y la ionosfera) en el Perú, complementando las mediciones hechas por cohetes lanzados desde la base de Punta Lobos, única de su tipo en el Pacífico sudamericano.
- 1976. Explicación de los mecanismos físicos responsables de las irregularidades en la región F sobre los 200 km de altitud conocidas como F dispersa (Spread F).
- 1981-82 Perfeccionamiento de la técnica de interferometría con radar para la medición de velocidades de irregularidades ionosféricas.
- 1987. Desarrollo de la técnica de Frequency Domain Interferometry que permite registros de alta resolución de la estructura fina en altura de los ecos.
  - 1987. Dr. Tor Hagfors, anterior Director del ROJ, recibe la medalla de oro URSI Balthasar van del Pol, por las contribuciones a la ingeniería de radar y la teoría y desarrollo experimental de las técnicas de dispersión incoherente.
- Desde 1991. Desarrollo de técnicas de imagines de radar (Radar Imaging) por científicos peruanos y colegas de EE. UU. que permiten observar hoy en día la estructura fina de las irregularidades ionosféricas en dos dimensiones y de las irregularidades atmosféricas en tres dimensiones.
- 1993. Instalación del primer radar MST en la Antártida.
- 1994. Primeras observaciones de ecos polares mesosféricos de verano (PMSE: Polar Mesosphere Summer Echoes) en la Antártiday descubrimiento de una asimetría significativa con respecto a los ecos árticos. Se sugiere el uso de PMSE como identificador del cambio climático global (Global Change), uno de los temas centrales de la ciencia actual.
- 1996. Premio Appleton al Dr. Donald T. Farley, Director del ROJ en el período 1963-67, “por su contribución al desarrollo de técnicas de radar de dispersión incoherente y al estudio de radar de las inestabilidades ionosféricas”.
- 1997. Primer radar VHF a bordo de un buque científico (BIC Humboldt), que ha permitido el studio de PMSE en diferentes latitudes antárticas.
- 1999. Premio Appleton al Dr. Ronald Woodman, Director del ROJ por más de 20 años, “por sus grandees contribuciones y liderazgo en los estudios de radar de la ionosfera y la atmósfera neutra”.
- 2000. Técnicas de radar para “comprimir” antenas. Permite concentrar la energía distribuida en toda la antena como si ésta fuera emitida por una mucho más pequeña.
- 2001. Primeras medidas de densidad de electrones entre 90 y 120 km de altitud utilizando un pequeño sistema de radar biestático.
- 2002.Personal peruano y extranjero de 1960-1969. Foto tomada en el ROJ en mayo de 2002 durante el 40mo Aniversario de Jicamarca Workshop.
  - Primeras observaciones de las irregularidades puras de las dos corrientes la región E durante las condiciones contrarias del campo eléctrico.
  - 40.º Aniversario de Jicamarca Workshop.
- Desde 2003. Mejora perpendicular de las observaciones del campo magnético, acompañada por refinamientos en la teoría y cómputo, para medir simultáneamente derivas y densidades de electrones.
- 2004. 
  - Medidas inequívocas del espectro ESF en la superestructura utilizando un pulsado aperiódico.
  - Descubrimiento del eco150-km utilizando beams apuntando perpendicularmente hacia el campo magnético.
- 2005. Primera región E perfiles de vientos zonales desde los ecos del Electrochorro Ecuatorial (EEJ).
- 2006. Observaciones multiradar de las irregularidades del EEJ: VHF y UHF, beams verticales y oblicuos, e imágenes de radar.
- 2007. Identificación de poblaciones esporádicas de meteoros utilizando 90 horas de ecos de cabeza de meteoros.
- 2008. 
  - Primeras mediciones completas de perfiles ISR de la ionosfera ecuatorial.
  - Primeras observaciones de lluvias de meteoros de los ecos de cabeza.
- 2009. Instalación de un interferómetro Fabry Perot en el ROJ (Observatorio MeriHill).

## Directores e Investigadores Principales del ROJ
- Directores del ROJ
  - 1960 -1963, Dr. Kenneth Bowles (Ph.D., Universidad Cornell)
  - 1964-1967, Dr. Donald T. Farley (Ph.D., Universidad Cornell)
  - 1967-1969, Dr. Tor Hagfors (Ph.D., Universidad de Stanford)
  - 1969-1974, Dr. Ronald Woodman (Ph.D., Universidad Harvard)
  - 1974-1977, Dr. Carlos Calderón (Ph.D., Darmouth College)
  - 1977-1980, Dr. Pablo Lagos (Ph.D., Instituto Tecnológico de Massachusetts)
  - 1980-2000, Dr. Ronald Woodman (Ph.D., Universidad Harvard)
  - 2001-2012, Dr. Jorge L. Chau (Ph.D., University of Colorado)
  - 2013-2021, Dr. Marco Milla (Ph.D., University of Illinois at Urbana–Champaign)
  - 2021-Al presente, Dr. Danny Scipión (Ph.D., University of Oklahoma)
- Investigadores Principales del ROJ
  - 1979-2003, Prof. Donald T. Farley (Ph.D. Universidad Cornell)
  - 2004-presente, Prof. David L. Hysell (Ph.D. Universidad Cornell)

## Otros ISRs
- EISCAT
- Observatorio de Arecibo
- Millstone Hill Observatory